# (37521) 3280 T-3
3280 T-3 (asteroide 37521) é um asteroide da cintura principal. Possui uma excentricidade de 0.15500830 e uma inclinação de 3.78121º.
Este asteroide foi descoberto no dia 16 de outubro de 1977 por Cornelis Johannes van Houten e Ingrid van Houten-Groeneveld e Tom Gehrels em Palomar.